# Четвериково (Воронежская область)
Четвериково — село в Калачеевском районе Воронежской области.
Входит в состав Хрещатовского сельского поселения.

## География

### Улицы
- ул. Кирова,
- ул. Пушкина.

По переписи 2010 года в селе было 133 подворий.